# Tobrilus closlongicaudatus
Tobrilus closlongicaudatus är en rundmaskart som beskrevs av Gagarin 1971. Tobrilus closlongicaudatus ingår i släktet Tobrilus och familjen Tripylidae. Inga underarter finns listade i Catalogue of Life.